# Depósito a plazo fijo
El depósito a plazo fijo o certificado de depósito a plazo fijo (CDP) es una operación financiera por la cual una entidad financiera, a cambio del mantenimiento de ciertos recursos monetarios inmovilizados en un período determinado, reporta una rentabilidad financiera fija o variable, en forma de dinero o en especie. El término plazo fijo proviene del hecho de que el tiempo durante el cual la inversión permanece inmovilizada se estipula al comienzo de la misma: un año, tres meses, un mes, etc. Al llegar la fecha de vencimiento de la imposición la persona puede retirar todo el dinero o parte del mismo.
El certificado de depósito a plazo ofrece varias modalidades de inversión:
- Certificado de depósito a plazo físico: es un instrumento de ahorro o inversión, físicamente impreso como un título valor el cual es emitido por una institución financiera en la que el cliente deposita su dinero por un plazo definido de antemano. Normalmente este título valor puede ser negociado en un puesto de bolsa autorizado inclusive aceptado por otras entidades financieras.
- Certificado de depósito a plazo electrónico:es un registro electrónico emitido con respaldo en el débito efectuado a una cuenta bancaria, a título de inversión, que se mantendrá en tales condiciones a un plazo determinado a elección del titular y luego del cual se reintegrará conjuntamente con el pago de los intereses como depósito en la cuenta bancaria de origen. El CDP electrónico generalmente solo es negociable en la misma entidad financiera que lo emitió, es decir, no es posible negociarlo en un puesto de bolsa o en otras entidades financieras.

Si las condiciones pactadas lo permiten, podría también renovar la imposición por un período suplementario: en este último caso, si no se toma una decisión el mismo día del vencimiento, no se pierden los intereses generados hasta el momento, pero sí se pierden días durante los cuales se podrían estar generando nuevos intereses. 
Al contratar un depósito a plazo se proyecta que en determinado tiempo se cobrarán los intereses y se recuperará la totalidad del capital invertido. Pero como no siempre ocurre lo proyectado, es importante tener en cuenta la posible necesidad de liquidez del capital invertido, pues algunos contratos de depósito a plazo permiten la cancelación anticipada mediante una penalización.

## Tipos de Depósitos a Plazo Fijo
En el ámbito de los depósitos a plazo fijo, existen varias modalidades que los inversores pueden considerar según sus necesidades financieras y preferencias. A continuación, se describen algunos de los tipos más comunes de depósitos a plazo fijo:
- Depósito a Plazo Fijo Convencional: Este es el tipo más común de depósito a plazo fijo. En este caso, el inversor deposita una cantidad de dinero en una entidad financiera por un período de tiempo determinado, y a cambio, recibe una tasa de interés[1] fija o variable. Al vencimiento, el inversor puede retirar el capital más los intereses ganados.
- Certificado de Depósito a Plazo Fijo Físico: Este tipo de depósito se emite en formato físico como un título valor. El inversor recibe un certificado que representa su inversión y puede negociarlo en mercados secundarios o bancos autorizados.
- Certificado de Depósito a Plazo Fijo Electrónico: En contraste con el formato físico, el CDP electrónico se registra electrónicamente en la cuenta bancaria del inversor. Esto significa que no se emite un documento físico, pero el inversor sigue beneficiándose de tasas de interés fijas o variables según los términos acordados.
- Depósito a Plazo Fijo en Moneda Extranjera: Algunas instituciones financieras ofrecen la opción de invertir en depósitos a plazo fijo denominados en monedas extranjeras. Esto puede ser útil para quienes desean diversificar su cartera o tienen intereses financieros en monedas distintas a la local.
- Depósito a Plazo Fijo para Empresas: Las empresas también pueden acceder a depósitos a plazo fijo diseñados específicamente para sus necesidades. Estos pueden variar en términos de plazo, tasa de interés y requisitos.
- Renovación Automática: Muchos depósitos a plazo fijo ofrecen la opción de renovación automática al vencimiento. Esto permite a los inversores mantener su inversión inicial y continuar generando intereses sin necesidad de tomar acción adicional.
- Depósito a Plazo Fijo con Penalización por Retiro Anticipado: Algunos depósitos a plazo fijo permiten la cancelación anticipada, pero con una penalización en forma de una reducción en los intereses ganados. Esto brinda cierta flexibilidad a los inversores que pueden necesitar acceso a sus fondos antes del vencimiento.
- Depósitos a Plazo Fijo con Intereses Compuestos: En algunos casos, los intereses generados en un depósito a plazo fijo se agregan al capital y generan intereses adicionales durante el plazo. Esto puede resultar en mayores ganancias en comparación con los depósitos con intereses simples.